# 毛细数
毛细数 (Ca)，又称界面张力数。流体动力学中,  毛细数表示粘滞力与液/气界面上或者两种不混溶液体之间的表面张力相比下的影响程度。 比如，流动液体中的气泡由于黏度效应导致的液体流动的摩擦而变形，而同时表面张力趋向于使表面积最小化。毛细数定义为：
{\displaystyle \mathrm {Ca} ={\frac {\mu V}{\gamma }}}
其中µ 是液体的剪切黏度，V 是特征速度，{\displaystyle \gamma }是两种流体之间的表面张力.
毛细数是一个无量纲量，因此其值与所使用的单位制无关。
毛细数较小时（一般来说小于10−5），在多孔介质中的流动由毛细管力主导。